# 矮桦
矮桦（学名：Betula potaninii）是桦木科桦木属的植物，为中国的特有植物。分布在中国大陆的四川、甘肃等地，生长于海拔2,000米至3,100米的地区，常生于山坡和潮湿石山坡之丛林中至崖壁上，高約1.5米的小型樺木，目前尚未由人工引种栽培。

## 异名
- Betula potaninii Batal. var. tricogemma Hu ex P. C. Li